# Zillenberg
Zillenberg ist ein Gemeindeteil der Gemeinde Ried im Landkreis Aichach-Friedberg im Regierungsbezirk Schwaben in Bayern. Das Dorf gehört zur katholischen Pfarrei Sankt Walburga in Ried.

## Ortsname
Der Ortsname setzt sich aus dem mittelhochdeutschen Wort bërc (Berg) und dem Personennamen Zilo zusammen. Gemeint ist damit also eine Siedlung am Berg des Zilo (Grundeigentümer).

## Geografie
Das Dorf liegt etwa zwei Kilometer östlich von Ried. Am südlichen Ortsrand von Zillenberg führt die Staatsstraße St 2052 von Mering nach Odelzhausen in westöstlicher Richtung vorbei.
In Zillenberg entspringt der Badegraben, der zuerst nach Norden und dann Nordwesten fließt und südlich von Rohrbach in den Eisenbach, einem rechten Zufluss der Paar, mündet.

## Geschichte
Gemäß Herzogsurbar aus dem Jahre 1269/71 war Zillenberg (ursprünglich Zillenperge) fast ausschließlich dem Amt Mering zugehörig. Weiter ist überliefert, dass sich im 14. und 15. Jahrhundert ein Lehen und ein Widdumgut im Besitz von Kloster Ettal befanden.
Bis zum 31. Dezember 1971 war Zillenberg eine selbstständige Gemeinde im Landkreis Friedberg, die nur aus dem Ort Zillenberg bestand. Im Zuge der Gebietsreform in Bayern wurde Zillenberg am 1. Januar 1972 in die Gemeinde Ried eingegliedert. Am 1. Juli 1972 ging der Landkreis Friedberg im neugegründeten Landkreis Aichach-Friedberg auf.
Das Dorf bestand 1450 aus 10 Anwesen. Etwa 100 Jahre später waren es bereits 18 Anwesen. Eine amtliche Zählung aus dem Jahre 1864 gibt an, dass Zillenberg zu dieser Zeit 98 Einwohner hatte (20 Anwesen). Am 1. Oktober 2018 lebten 206 Einwohner im Ort.